# 昭和音楽大学の人物一覧
昭和音楽大学の人物一覧は、昭和音楽大学に関係する人物の一覧記事。
短期大学部の人物については昭和音楽大学短期大学部の大学関係者一覧を参照。

## 著名な教職員

### 器楽奏者
- 有田正広
- 兎束龍夫
- 小串俊寿
- 小田桐寛之
- 菅野博文
- 小林美恵
- 小森谷巧
- 篠崎史紀
- 清水康弘
- 園田高弘
- ローラン・テシュネ
- 奈良希愛
- 樋口哲生
- ジェラール・プーレ
- 牧野守英
- 松野茂
- 山口綾規
- 山崎真
- 吉田雅夫

### 声楽家
- 五十嵐喜芳
- 五十嵐麻利江
- 大谷洌子
- 奥田良三
- 堀内康雄
- 柴矢裕美

### 作曲家
- 小川文明
- 松下一也
- 後藤洋

### その他
- 梶原順
- 小林真理
- 田中一嘉
- 土居裕子
- 永竹由幸
- 中野雄
- 則竹裕之
- 布施晶子
- 外囿祥一郎
- 星出豊
- 牧村憲一
- 簗瀬進
- 横山由和

## 卒業生

### 器楽演奏家
- 大森義基
- 清水康弘
- 鈴木啓友

### 作曲家
- 薄井由行
- 籠島裕昌
- カンケ
- Babi

### 俳優
- 坂元健児
- 多田毬奈
- 中橋耕平
- 松山育恵
- 守山ちひろ
- 山梨史奈

### 音楽家
- アオシュエン・リ - 中国歌手
- 浅羽由紀 - シンガーソングライター
- 石橋優子 - シンガーソングライター
- 石丸千賀 - SUPER☆GiRLS
- 小田一葉 - Kazha シンガー・ベーシスト
- 小野武正 - KEYTALK ギター・リーダー担当
- 佐藤優介 - カメラ＝万年筆
- 辻林美穂 - シンガーソングライター
- 中村芙悠子
- 山村尚正 - ハワイ州ホノルル妙法寺住職、声楽家

### その他
- 星出豊 - 指揮者
- マリカ - お笑い芸人